# Birkan Batuk
Birkan Batuk, né le 30 janvier 1990, à Istanbul, en Turquie, est un joueur turc de basket-ball. Il évolue au poste d'arrière.

## Palmarès
- Vainqueur des Jeux méditerranéens de 2013